# Røgdykker
Røgdykker er en film instrueret af Lars Johansson efter eget manuskript.

## Handling
Dokumentarfilm om en gruppe røgdykkere ved Københavns Brandvæsen. Man følger dem i deres arbejde, både når de venter på stationen og når de som de første bliver sendt ind i brændende huse for at redde menneskeliv.